# Karadikallu, Gubbi
Karadikallu là một làng thuộc tehsil Gubbi, huyện Tumkur, bang Karnataka, Ấn Độ.